# دزیره
دزیره (به فرانسوی: Désirée) یک اپرت است به زبان انگلیسی اثر ژان فیلیپ سوزا. اولین اجرای این اپرت در سال ۱۸۸۴ در واشینگتن، دی.سی. اجرای آن بر روی صحنه رفته است.